# B-伝説! バトルビーダマン
『B-伝説! バトルビーダマン』（ビーレジェンド バトルビーダマン）は、犬木栄治による漫画作品。およびこれを原作としたアニメなどのメディアミックス作品。

## 概要
漫画
『月刊コロコロコミック』にて2002年4月号から2005年11月号まで連載されていた。
2004年、第28回講談社漫画賞児童部門ノミネート。
アニメ
2004年1月5日から同年12月27日までテレビ東京系列で放送。また、続編に当たる『B-伝説! バトルビーダマン 炎魂』（ビーレジェント バトルビーダマン ファイヤースピリッツ）が2005年1月10日から12月26日にかけて同じくテレビ東京系列で放送された。

## あらすじ
漫画
異世界「ビーダワールド」。ここでは伝説のエンブレム「レジェンドストーン」が存在し「すべて集めたものには莫大な富が与えられる」という言い伝えがある。
大輪ヤマトはある日レジェンドストーンをねらうグレイと出会うことによりレジェンドストーンの存在をはじめて知りすべてのエンブレムを集め育ての親の店を建て直すことを決心する。レジェンドストーンをめぐる熱い友情バトルがはじまる。
アニメ
「ビーダマン」と呼ばれるビーダマ発射マシンが発達した異世界「ビーダワールド」。ここはビーダマンの腕前が全てを決める世界である。大輪ヤマトは世界最強ビーダーを目指し、ライバルたちと熱いバトルを繰り広げていく。
アニメ 炎魂
アニメのその後を描いた続編。必殺球（ストライクショット）と呼ばれる石が天から降ったことから始まる。新たに開催されるウイナーズにはこの必殺球の所持が参加資格となり、ビーダーたちはウイナーズ出場を目指して世界各地に広がった必殺球を探し求めていく。

## 登場人物

### B-伝説! バトルビーダマン

#### ビーダーと仲間たち
大輪 ヤマト（だいわ ヤマト）
声 - 高木礼子
本作品の主人公。11歳。血液型O型。カウトゥーン出身。少々楽天的だが真っ赤に燃えるビー魂を持っている。猫と暮らしていた野生児だったがミエに拾われ育てられた。そのため猫のような仕草をすることがある。口癖は「にゃぱ〜」。怪しい関西弁で喋る。金ピカなものに目がない。
「コバルトソード」（アニメではその後継機であるコバルトブレードから）の進化系のビーダマンと共に数々のライバルと戦い、グレイを始めたくさんの親友を持った。
ウィナーズでグレイと対決することになるが、試合の前に炎呪に「お前が勝てばグレイの妹は返さない」と言われ戸惑うものの、葛藤を乗り越えグレイに勝利する。
その後リエナを助けるため、シャドウの楽屋に侵入し、リエナと対峙する。ギリギリの差で勝利したものの、このバトルで負ったコバルトソードのダメージは大きく、破損してしまう（アニメではリエナ戦終了後、カインに裏切られる）が、アルマーダと協力して新たな愛機「コバルトブレード」を手に入れ、ウィナーズでの決勝戦の相手の炎呪に勝利する。
燕 ツバメ（つばくら ツバメ）
声 - 金田朋子
山奥に代々住む一族の末裔。10歳。血液型A型。ツバクラの里出身。生真面目でやや融通が利かない。舌足らずな口調が特徴で「〜でごじゃる」が口癖。俊敏な動きが得意。「翼影丸」（漫画では量産型の「アイアンAG」だったが、アルマーダの愛機だった「ライノグレイブ」を譲り受け後に「ライノキャノン」に進化した後となっている）とその進化系ビーダマンを操る。
ヤマトたちと旅をする際には、食材の確保や料理を担当することが多い。ヤマトには「いい嫁になる」と言われ苦笑することも。
『炎魂』ではウィナーズ出場を目指して兄弟子・鉄ノ介と共に必殺球を探しながら修業の旅に出る。しかしやっと手に入れた必殺球をハジャに奪われ、鉄ノ介をハジャの卑劣な手によって倒される。これによりツバメは必殺球を求めビーダーを襲うようになり、ついに人相書きまで出回ってしまう。
そこに現れたヤマトと、ヤマトの必殺球を賭けて勝負することになったが、ハジャを憎むあまり自分を見失っていたために、ツバメはヤマトに敗れる。
ウィナーズが開催されたことも知らないまま必殺球を探していたツバメは、燕の導きで訪れた森の奥で、ハジャへの復讐の念に囚われた自分自身と対峙し、ついに打ち勝った。
結局ウィナーズには参加できなかったが、今度は正々堂々とハジャに勝負を挑み、新必殺技でハジャを倒した。
グレイ・マイケル・ビンセント
声 - 泰勇気
流れ者ビーダー。12歳。血液型AB型。ウィントゥーン出身。クールだが心は熱い。戦闘中よく喋る相手には「弱い犬ほどよく吠える」と言うような容赦無い性格でもある。シャドウに妹リエナを人質に取られやむ無く従っていたがヤマトたちの助力で取り戻す。速撃ちが得意。
クールで冷静な性格とは裏腹に過剰なシスコンで、妹（リエナ）の前では保護者代わりで何をするにしても心配性になってしまう、あるいはリエナが応援に来てくれないと得意の速撃ちができなってしまう。
「クロムランサー」（アニメではクロムゼファー）とその進化系ビーダマンを操る。瞳の色は、原作は青でアニメは緑。
いつも首から下げているペンダントにはリエナの写真が入っている。最終決戦でカインと戦った時にはヤマトたちみんなで撮った写真になっていた。この時グレイは「自分がいなくなってもヤマトたちが必ずリエナを守ってくれる」と言った。リエナのペンダントは同じデザインの色違い。
『炎魂』では、必殺球を目の前にしても戦いを挑もうとしないリエナへ「ハングリーさが足りない」などと指摘したり、ビーデウスとの戦いの旅に付いてこようとするリエナにきつい言葉を掛け留まらせたりと、リエナに対して厳しい姿勢をとることが多い。
ウィナーズのバトルロワイヤルでは自分のピンチを救ったリエナに対し「強そうな相手から先に倒す」と自ら攻撃を仕掛け、リエナを打ち負かす。しかしハジャの妨害によって無念のリタイヤとなってしまった。
故郷ウィントゥーンはグレイがシャドウを裏切ったことによりシャドウの残党によって一度壊滅させられている。終盤のカインとの戦いで「俺の故郷はもうどこにもない」と言っていたが、炎魂ではすでに復興を遂げつつある。
仮面ビーダーとしてのリエナに、妹と一緒の穏やかな生活を捨てて戦いの中に身を置く自分を「馬鹿な男」と言った。またグレイ自身は、リエナには戦いとは無縁に、平和に暮らして欲しいと願っていた。これに対しリエナは「きっと妹は兄がいなくて寂しがっているはず」と答えている。
ブル・ボーグナイン
声 - 間宮くるみ
11歳。血液型B型。ビーダマンコレクターだったがヤマトと出会い、仲間となる。
普段は気弱で丸い目つきだが一度ビーダマンを持てば強気（髪が長くなり目つきが変わる。これはアニメオリジナルの人格である）・凶暴（髪が赤くなり逆立つ）と二つの人格に豹変する。炎魂では前髪を伸ばしており、目が隠れている。キャラットは恋人で、その父親であるワット卿にも気に入られている。
『炎魂』では序盤でアキュラスに出会い、以降アキュラスの旅に同行する。未調整のマシンでガンノスを退けたアキュラスを見て「戦うだけがビーバトルじゃない」と気付き、自分の目指す道を見出したために涙ながらにヤマトと別離する。
シンの名前を（覚えられないのかわざと間違えているかは不明だが）いつも間違え、ハナ、シロ、ポチなど好き勝手に呼んではシンに突っ込まれている。
ヘリオダッガー（アニメではヘリオブレイカー）を使っていたが、失った後はメカニックに転向。
炎呪（エンジュ）
声 - 岸尾大輔
シャドウの一員として登場したビーダー。13歳（推定）。血液型A型。悲惨な過去を持ち、自分の力しか信じない冷酷非情な戦いをしていた。子供時代は髪が青い。自分の弱い心を冷酷な演技で隠す典型的なタイプ。
アニメでは、父親はわざとバトルに負けて金を貰う裏ビーダーであり、炎呪も同じように勝てる勝負を捨てていた。しかしそれを見抜いたコーネルというビーダーと知り合うことで純粋なバトルへ情熱を向けるようになるも、大会の決勝戦で炎呪の強さに恐れたコーネルに裏切られる。
顔の傷は父親へマシンを向けた際に付いたもの。髪が紅色の鋭い鬣になったのもこの時から。後にコーネルへの復讐を果たし、その時から「炎のように呪う者」として「炎呪」だと言っている。
ウイナーズ決勝戦でヤマトとのバトルで元来の熱い情熱を思い出し、性格は変わらないが正々堂々とした道を貫くようになる。一度はシャドウを抜けるもウィナーズ終了後、マーダビィを倒す方法を見つけるため壊滅して再結成されたネオシャドウとなる。しかし最終的に目論見がマーダビィに知られ、進化したビアスにバトルで敗北した後に洗脳を受けてしまう。
「ブラッディカイザー」（漫画ではコバルトガイスト（コバルトソードの兄弟機）→シュレッドカイザー）とその進化系ビーダマンを操る。筋肉質な肉体を持ち腹筋が割れている。
『炎魂』では流れ着いた町の地下闘技場で賭けバトルをする裏ビーダーとして戦っていたが、グレイとの勝負によって情熱を取り戻す。雪山で行き倒れた際に、山奥でロボットとふたりで暮らしていたキアと出会い、回復するまで穏やかな生活を送る。しかし必殺球を得るためキアの友人であったロボットのルドーを破壊した。泣き叫ぶキアに自分を仇として追えと言い、その時に初めて名前を明かした。
ウィナーズでは着実に勝ち進んでいたが、準決勝戦でぶつかったアキュラスに苦戦。負けを覚悟したとき脳裏に蘇ったのは父の後ろ姿だった。再び立ち上がった炎呪は最後の力をブラックドライブ弾に込め、アキュラスから一点を奪ったが、同時に自身の炎に呑まれて姿を消した。
ビーデウスとの最終決戦ではハジャを倒した後、また炎に包まれキアと共に姿を消したがリエナによって地獄から召喚される。
ウェン・ユンファ
声 - 重松朋
リーの兄。12歳。血液型O型。ライケーン出身。リーとは逆に熱血タイプのビーダー。ヤマトとは性格が似ている。リーと共にシャドウの一員だったが、ヤマトとグレイの戦っているところを見て決勝でヤマトと戦いたいと言い炎呪と決別。以後、ヤマトたちと行動を共にすることになる。
ヤマトと似たレベルでありツッコミよりボケが多く、リーにつっこまれることがしばしば。大雑把な面が目立つが、女の子であるリエナに対しては年相応の照れが見え隠れすることも。また、原作の最終回では彼女といい雰囲気になっていた。
弟リーのことを大切に思っており、兄弟の絆も固い。アニメでリーがネオシャドウに寝返った（実はマーダビィを探るための演技）際は、茫然自失となり涙を流した。だが、リーを取り戻すべく闘志を再燃させ、最終決戦ではボロボロになりながらもリーを洗脳から解放することに成功する。
『炎魂』ではさっそくヤマトに名前を忘れられた。ウィナーズ出場よりもリトルライケーンを守ることを選び、結局ウィナーズ開催までに必殺球を手に入れることができなかったが、アルマーダの計らいで特別にふたつ用意された必殺球をバトルで勝ち抜いて手に入れる。
「爆蒼龍」（漫画では蒼神龍）とその進化系ビーダマンを操る。
リー・ユンファ
声 - 伊東みやこ
ウェンの弟。9歳。血液型A型。ライケーン出身。こちらは冷静タイプのビーダー。ウェンと同じくシャドウの一員だったが、ツバメとのバトルで何かを感じた彼は次第にシャドウのやり方に疑問を持つようになり、最終的には抜けることになる。兄であるウェンのことを尊敬している。「烈紅龍」（漫画では紅聖龍）とその進化系ビーダマンを操る。護符をこうもりに見立てて飛ばすことができ、この特技はゲーム版でも使われていた。
アニメではマーダビィの弱点を探っていた炎呪に頼まれてネオシャドウに寝返った演技をするも、炎呪への信頼を確実なものにするため自ら洗脳を受けることを望み、一時期に額に第三の目があった。最終的にウェンとの1対1のバトルで正気に戻る。
『炎魂』ではウェンと共に必殺球を手に入れるためバトルに参加するも、連射でリエナに負けてウィナーズ参加は叶わなかった。
大輪 ミエ（だいわ ミエ）
声 - 高野直子
ヤマトの義母。血液型O型。キャットカフェというレストランを経営する。ヤマトからは呼び捨てにされることが多々ある。しっかり者で金には結構うるさい。
「ヤマトの友達なら私の息子も同然」という懐の広さと図太さを持ち、ことあるごとにカフェの手伝いをさせている。なお、ヤマト、ミエ、タメゴローはそれぞれ同じ色のバンダナを身につけている。
アルマーダ
声 - 宮澤正
ビーダ仙人。博識でありヤマトたちに特訓や助言を施す。猫そっくりな見た目とぐうたらな性格からあまり尊敬されておらず、カフェではミエに扱われることも。しかしネオシャドウとの最終決戦ではぎっくり腰だと嘘を吐いてブルに後を任せるなど師匠らしい振る舞いをすることもある。
漫画では「ライノグレイブ」を愛機としていたが、ツバメに授けた。
リエナ・グレース・ビンセント
声 - 上村貴子
グレイの双子の妹。12歳。血液型AB型。ウィントゥーン出身。シャドウに囚われていた。アニメではミツオを筆頭にしたファンクラブのようなものが存在している。瞳の色は、原作は青でアニメは緑。
その際にシャドウの洗脳を受け、ウィナーズではシグマになり変わって対戦相手のツバメに勝利した。その後、シャドウのビーダーとしてヤマトたちに刃を受けるも救出される。キャットカフェの看板娘だが、ビーダーとして戦うこともままある。
シャドウから救い出された後、リエナはウィナーズでシグマとしてヤマトと戦わなければいけなかったが、新しいマシンを得たヤマトと戦いたいというグレイの想いに気付き、自分は試合を辞退し代役にグレイを指名した。その後、本来ならツバメを指名するべきだったのに、とツバメに謝罪している。
『炎魂』では兄と同じ世界に立ちたいという気持ちからウイナーズを目指し、トップ10に入るほどの実力を見せるも、兄妹対決の末にグレイに敗れる。
何度か「ビーダーとしての素質がある」と言われており、グレイもそれは認めている。実際、『炎魂』では連射の技術でリーを負かして必殺球を手に入れ、本戦ではジンベエも倒した。しかしビーダーとして強くなりたいというより、兄を追いかけたいという思いの方が優っていると思われる。
ヤマトたちと合流するまで、ビーダーの姿の時は仮面で素顔を隠していることが多かった。ビーダーとしてグレイと再会した時は自らを「謎の仮面ビーダー」と名乗ったが、つい「お兄ちゃん」と呼んでしまったり、喜びのあまりグレイに抱きついてしまったりで、最終的にグレイに正体がバレた。またヤマトとガンノスと対面した時には「スーパーX」と名乗り、2人を呆れさせた。
炎呪のことを「本当は純粋で美しい人」「炎の天使」などと表現したことがある。対戦相手のアキュアスに危険を感じ、試合の前に一人で炎呪の控え室に行きって炎呪を引き留めようするが叶わず、アキュラスに敗れ炎に呑まれて消える炎呪に涙を流した。最終決戦では祈りによって炎呪を地獄から（？）召喚さえした。
グレースは母の名前、マイケルは父の名前である。
タメゴロー
ヤマトの相棒の黒猫。性別は雄で9か月。猫であるが人語を理解している（番外編では日本語を書いたプラカードで喋ったことさえある）。
カイン・マクダネル・ルース
声 - 結城比呂
13歳。血液型AB型。ウェストシティの使者。「ナイトキャバリー」とその進化系ビーダマン「ブラックナイト」を操る。
元々優しい性格の持ち主であったが父の死後、一人でも多くの人間を蹴り落とすようになってしまった。
アニメでは「スーパー五大フィールド」の五人目、ソードマスターとして登場。紳士的な態度でヤマトたちの信頼を得るも、それら全てはヤマトを絶望へ追い落とすための演技だった。愛機のマシンを「飽きた」と言って新しいマシンで破壊したり、「力こそが全てだ」と言い切るなど冷酷な性格。シャドウが壊滅した後に結成されたネオシャドウの幹部となった。
最終決戦ではグレイと一騎討ちするが次第に追い詰められていき、勝負に負けた後倒れる。『炎魂』では試合会場の観客に紛れての登場のみ。
原作ではウィナーズ終了後に初登場。ヤマトを倒し、自分がビーダーのトップであることをアピールするためにヤマトたちをビーダーワールドへ連れて行く。
最終戦でジョシュアと組み、ヤマトと炎呪のタッグで戦うが敗れ、ジョシュアの説得もあり、本当の自分を取り戻した。
真のマスターウイナーズでは新愛機「ロードキャバリー」を手に、チームパワードの一員してヤマトたちと共にチームジャンクと戦った。

#### シャドウ
マーダビィ
声 - 麦人
シャドウを率いる謎の存在。かつては優秀なビーダーだったが、死後も勝利への執念が残り悪の魂マーダビィへと変貌した。原作で正体が出ることはなかったが、アニメ版でヤマトがマーダビアスを倒し、一体化が解け悪の魂が消滅した後本来の姿が現れた。本来の姿（アニメ版）はアババと同じ猫獣人だった。
ビアス / マーダビアス
声 - 松野太紀
アババの弟子で、野心家。11歳。ビーダマンを悪用し、ブラックリストに掲載され、本来は公式戦に出場できないビーダーを率いる「チームジャンク」のリーダーでもある。さまざまな策でヤマトたちを窮地に貶め、さらにはアキュラスに憑依し操った。
アニメ版ではマーダビィの側近。体を持たないマーダビィがバトルをするために作りだした操り人形に過ぎず、マーダビィと一体化しマーダビアスへと進化を遂げる。「メガディアブロス」を操る。漫画ではアキュラスに憑依した状態で「ガトリングハデス」も使用した。
アババ
声 - 杉山佳寿子
シャドウ幹部の猫獣人。卑劣な性格。額にある目で人間を操ることができ、ブルやリエナを操ったが、ウィナーズ終了後炎呪によって封印された（額にばんそうこうを×字に張っただけで封印といえるかは謎）。
後には、再び炎呪と共に活動していたようで ヤマトに新パーツを届けにバイクに乗って試合会場に飛んできたこともある。
アニメではビーダマン法違反の現行犯として指名手配され、街から逃走したが直後、マーダビィによって洗脳を解かれる。本来は悪い性格ではないらしい。『炎魂』には登場しない。

#### BW四天王
丈 鉄之助（じょう てつのすけ）
声 - 千葉進歩
18歳。血液型O型。フェニックスステージの番人として登場。ツバメの兄弟子。大型の刀で木を切り倒したりする怪力の持ち主で、天下一の侍になるための修行の一環としてビーダワールドの四天王となりヤマトたちの前に立ちはだかった。「鳳凰丸」を操る。アニメでは後にゼロ2システムの「鳳凰不動丸」も使用した。長い付き合いで兄弟同然のツバメのことは大切に想っており、ツバメの窮地にはいつも駆け付ける。
『炎魂』ではハジャの卑劣な手によって命を落とした（？）ものの、フェレスとの勝負で傷付いたツバメを救いに颯爽と登場した。その時だけいつもの衣装ではない不思議な格好をしていた。ツバメを助けた後すぐ立ち去ってしまったので、結局どうなったのかは不明。
アッサード
声 - 小松里賀
8歳。血液型A型。レオンステージの番人。かなり明るい性格。運動能力はヤマトやツバメ以上に良い。「アクセルレオン」を操る。
動物の毛皮を被っているのは、野生の動物のパワーを受けるため。父親は一族の長で、高級ホテルに宿泊するなど金持ちである。　
頭のライオンのきぐるみは 普段は横棒一本な目つきだが、アッサードの感情に合わせて時々変化することがある。
スライ
声 - 遠藤純一
18歳。血液型AB型。シールドステージの番人。元傭兵で、腹に傷を負っている。「シールドギガ」を操る。
アニメでは、傭兵養成所の子供たちを父親のように面倒を見ていて傭兵時代の戦友もいる。
ジョシュア
声 - 笹沼晃
16歳。血液型A型。ドラゴンステージの番人。カインの執事で、幼馴染。「ドラゴゲイル」を操る。「バトラー」を名乗っていた。
原作では、元の愛機を捨ててまで編み出したビーダマン「ブラックナイト」を使ってバトルに敗北したのに自らの野望を諦めようとしないカインを見て、幼馴染として必死で説得をした。
アニメでは、悪に染まっていくカインを見たくないがために心を捨て、黙ってカインに付き従うのだと自分で語っていた。
一度はカインにマシンを向けるも、自分が離れたらカインは本当に誰のことも信じられなくなると気付き、再び彼に従うことを誓う。

#### その他
Mr.ビーダ
声 - 石塚堅
ウィナーズを取り仕切る司会者。ウィナーズの休息期間は会場に止まり込むなどウィナーズへの愛に溢れている。
ライ、メイ
ビアスと組んだ謎の少年少女。その正体はヤマトの両親で、考古学者。原作のみの登場。
アラン
ゲームオリジナルキャラクター。ゲーム版とホビー版の連動企画ビーダマン「ガーランドブラスト」を操る。　
バークハート
声 - 立野香菜子
砂漠の国・フリント出身のビーター。家族のために賞金を獲得するためにウィナーズに出場した。弟たちが自らの貯金で用意してくれたパーツを試合に不利だと気付いていながら、その想いを裏切ることができずそのまま試合に臨むなど、心優しく家族思いな性格で頭にターバンを巻いている。
名前の由来はモーガン・バークハート。
スクルメタ、ペトラザ、ニエベス、ネルリン
声 - 農後敦子（スクルメタ）、ぶんごあつこ（ペトラザ）、橋本京子（ニエベス）、日比愛子（ネルリン）
バークハートの弟たち。たまに兄が名前を間違えたりする。
シグマ
声 - サエキトモ
南海の虎と呼ばれるビーダー。ウィナーズではマスクを着けて参戦しトーナメントでツバメと戦うはずだったが、アババの妨害によって出場できなかったばかりか、代わりに出場したリエナによってマシンをボロボロに壊されてしまう。おまけにリエナが試合中に顔を晒してしまったため、シグマの正体がリエナだということになってしまうなど数々のとばっちりを受けたことから、リエナに「責任を取れ」と詰め寄るものの、ヤマト達の必死の取りなしもあって結局は許した。その次の試合で、自分の代役にグレイを指名しようとするリエナを後押しした。グレイには「相変わらず空気の読めない奴」と言われたことがある。
キャラット
声 - 平野綾
ミリオネア発電所所長、ワット卿の娘で所長令嬢。黄色い髪をふわふわとカールさせ、薄いピンク色のドレスを着ている。
ブルに惚れているものの、最初はブルの変身に全く気付かず、本来のブルを「ねぼけナメクジ」と言って猛烈に拒絶していた。
いつも明るい場所で暮らしているので暗所恐怖症であったが、克服した。
カスティーヨ
声 - 宇垣秀成
アニメに登場した力自慢のビーダー。ウィナーズではヤマトに負けた。その後マーダビィの洗脳を受け操られていたが、ヤマトたちに助けられる。
マスクを脱ぐとかなりのイケメン。骨格まで変わっている。しかし極度の恥かしがり屋なので普段はマスクを脱ぐことができない。
『炎魂』でもウィナーズに出場し、二回戦出場最後の枠をウェン、リエナと争うが敗北。
マリリン
声 - 桑島三幸
スーパー5大フィールドの司会のお姉さん。コバルトブレードを壊すために、カインと協力していた。
タイジュ
声 - 竹本英史
炎呪の父。賭けバトルをする裏ビーダーで、炎呪にその手伝いをさせていた。ウイナーズ決勝戦では客席から試合を見ていた。
燕 三十郎（つばくら さんじゅうろう）
声 - 黒田崇矢
ツバメの父。
燕 サリー（つばくら サリー）
声 - 荒木香恵
ツバメの母。
アレックス・ルース
カインの父。
ジゴック
声 - 斉藤次郎
スライの友人。スライと共に傭兵養成所の教官だったが、マーダビィの洗脳を受ける。
コーネル
声 - 時田光
炎呪の故郷で有名なビーダー。炎呪の八百長を見抜き、炎呪にバトルの楽しさを教えるが、炎呪の強さを恐れて炎呪を裏切った。その後は炎呪に倒されて生死不明となる。
ジャーク船長
声 - 永野善一
海賊マニアな運送会社の社長。海賊船にしか見えない船で港から港へ荷物を運ぶ。
ジャークジュニア
声 - 福山潤
ジャーク船長の一人息子。父親に反発してビーダーの修行に出るが、マーダビィの洗脳を受ける。
ビー僧侶
声 - 斉藤瑞樹
ライケーンのタケノコ山に住む僧侶。ヤマトたちにマーダビィの謎について語った。アルマーダとは旧知の仲。
ミツオ
声 - 橋本みつお
アニメオリジナルキャラクター。リエナのファンらしく、リエナが活躍する回によく登場する。『炎魂』ではリエナのピンチを救うべくフェレスに立ち向かうが「キモいんだよ！」と一撃で倒された。
ホークス
声 - 犬木栄治 （特別出演）
昼間は気が散るからという理由で夜に絵を描く変わり者。彼が描いていた看板は原作者の直筆のイラストが使われている。

#### ナレーター
ビーダ魔人
声 - 杉山佳寿子
レジェンドストーンを守護するビーダマの姿をした神。アニメ版では炎を司る魔人のみで、原作では7人存在する。毎回、一緒に暮らしている猫たちなどと冒頭で前回のおさらいを、ラストで「次回へ続く」を担当している。

### B-伝説! バトルビーダマン 炎魂
新キャラクターのみ記載。

#### ビーダーと仲間たち（炎魂）
ガンノス
声 - 大本眞基子
ヤマトが旅で出会ったビーダー。自信過剰で生意気だが実力はヤマトに引けを取らない。最初はなにかとヤマトをライバル視し、ヤマトに鬱陶しがられていた。口が達者で何度となくヤマトを言い負かした。しかしウィナーズ開幕式では会場の活気に呑まれて萎縮するなどビーダーとしては未熟な面もある。偉い人に弱い。持っている石斧の中にはマシンのパーツなどが詰められている。
使用機体は「ブレイクオーガ」、アニメ版では最初はヘリオブレイカーの色違いでローラーコアを装備した連射タイプの「ガンブレイカー」を操る。ガンブレイカー使用時はパワータイプのストライクショット「メタル弾」と連射タイプのガンブレイカーの相性の悪さのために能力を発揮できずにいた。口癖は「〜ダス」。
故郷の町の長老の娘・ハナのことを酷く恐れ、ハナに関しては思い出したくもないトラウマをいくつも背負っている。そのためハナの姿を見ると一目散に逃げる。一時はハナと結婚式まで挙げることになるがどうにか逃げ延び、最終的にキクを選んだ。
原作では、チームジャンクの一員として登場。友達であるマンモスを守るために人を撃ってしまい公式戦を無期限出場停止となりチームジャンクに参加したが、真のマスターウイナーズでバトルに対する熱意が証明され、公式戦出場を認められた。原作では黒い髪だが、アニメでは茶髪で、容姿も原作より幼い。
ハナ
声 - 松来未祐
緑色の髪を下の方で2つに結んでいる少女。ガンノスのことが好きだが、ガンノスには恐れられている。
ガンノスの故郷の村長の娘で、ガンノスと結婚するために、ウィナーズで優勝したのはガンノスだと嘘を吐いた。
キク
声 - 長沢美樹
やや小太りの少女。ガンノスの想い人で、両想い。
ベアーズ
声 - 桑島法子
茶色の髪に分厚いレンズの眼鏡をかけた少年。ビーファクトリーのアルマーダの元へ、ビーダマンの新しい遊び方のアイデアを持ち込んだ。その結果、3ポイント先取性の新システム、DHBアドバンスコアが誕生した。眼鏡を外すと美少年でキラキラのエフェクトが舞う。
キア
声 - 神田朱未
薄い黄色の髪を下の方でまとめている少年。一緒に暮らしていたロボットのルドーを炎呪に破壊され復讐を誓うも、一方で「僕以外に倒されるな」と言い彼と行動を共にする。腕と脚に防御武具のようなものを付け、白いワンピースを着ている。
アキュラス
声 - 保志総一朗
流れ者ビーダー。ストライクショットを生み出すルプス族の生き残り。仲間を失ったショックで感情を失っていたが、ヤマトのビー魂によって蘇える。彼の持っていた「ステルス弾」はその空虚な心の現われらしい。最終話でヤマトたちに別れを告げシンと共に仲間のもとへ帰っていった。「リボルバーハデス」とその進化系ビーダマンを操る。
原作では、自分の後継者としてヤマトたちが相応しいかを見極めるためにチームジャンクの一員として登場。真のマスターウイナーズで敗れたビアスが再びヤマトと戦うために体を乗っ取っていた。ビアスの乗っ取りから解放された後は自らヤマトの家を訪ねヤマトたちと共に修行をはじめた。
シン
声 - 郷田ほづみ
アニメオリジナルキャラクター。アキュラスに付き従う、言葉を話す狼。彼の立場を理解している。周囲に勝手な名前で呼ばれたり犬扱いされることが多い。名前間違いの中にナンジャタウンのナンジャモンジャと呼ばれたことがあるが、最後の最後では正しく読んでもらえた。最終話でヤマトたちに別れを告げアキュラスと共に仲間のもとへ帰っていった。
キバ
声 - 神谷浩史
ウェン&リーの幼馴染。勇猛果敢。寒いダジャレやギャグが嫌い。「剛大牙」を操る。
原作では、シャドウに入ったウェンとリーを倒すためにチームジャンクの一員となった。
ウェンより少し背が低い。

#### その他
マダム・イヤーン
声 - 木藤聡子
リトルライケーンの村長。ダジャレを言うのが好き。
ルドー
両親を亡くしたキアと一緒に雪山で生活していたロボット。胸に必殺球ドライブ弾を持っており、炎呪によって倒された。
用心棒
声 - 遊佐浩二
月影流を極めたビーダー。人型のウサギで眼帯を付けている。用心棒として雇われていたがツバメと鉄之介に倒された。

#### B-デウス
ハジャ / スコルビウス
声 - 大畑伸太郎
元流れ者ビーダー。15歳。「ギルスコーピオン」を操る。強いのだが、勝つためなら悪辣な手段を平気で使い、裏切り寝返りは当たり前という外道。目的を果たすためなら卑屈な態度をとることも辞さない。他人に命令されることがなにより嫌い。
アニメでは鉄之介の必殺球をかけてツバメと戦い、ツバメを庇った鉄之介を倒したことでツバメから恨みを買う。ウィナーズ終了後はビーデウスの一員となり、スコルビウスという名前を与えられる。しかし、本人はこの名で呼ばれることを良しとしていない。
原作では、マシンに毒針を仕込んでいたため、公式戦から永久追放されたチームジャンクの一員。アニメでは炎呪との戦いでキアを人質に取るも、彼によって倒される。
ジンベエ
声 - 天神有海
元流れ者ビーダー。16歳。陰険で、嫌いな奴のリストを作っていたりせこい手で相手を陥れようとしたりするが、根は臆病な小悪党。「インパクトシャーク」を操る。原作では、チームジャンクの一員として登場。
エクウス、フェレス
声 - 吉野裕行（エクウス）、平野綾（フェレス）
ボスマスター配下の双子ビーダーで、エジプト風の露出度の高い服を着ている。兄のエクウスは白銀の髪を三つ編みにしており、妹のフェレスは黄緑の髪のもみあげ部分の向かって右側が長い。強烈な連携攻撃を得意とするが仲は悪い。
アステカ仮面、アルモンキー
声 - 保志総一朗（アステカ仮面）、杉山佳寿子（アルモンキー）
凶暴すぎるゆえ幽閉されていた仮面のビーダー。お供のアルモンキーがその言葉を代弁する。ラストバトルではグレイによって倒される。
ボスマスター / あのマスター
声 - 竹本英史
序盤ではビーバトルあるところどこにでも現れ、実況などを担当していた男。
正体はゲルデウザーの魔力に魅入られ手下となった大幹部である。
ゲルデウザーが倒されたことで洗脳が解けた際に自分が着ていたボスマスターの衣装を「恥ずかしい」と言っていた。
ゲルデウザー
声 - 松本吉朗
極悪な怪物でアニメの最後の敵（ビアスが登場しないために）。遥か前に封印されていたがボスマスターの手で復活する。自走式のデジタルビーダマン「デストロイドラゴン」を操る。

## ビーダマン
B-伝説! バトルビーダマン
ゼロシステム
- コバルトブレード （第1話から）
- クロムゼファー （第1話から）
- ヘリオブレイカー （第2話から）
- 翼影丸 （第6話から）
- ブラッディカイザー（第10話から）
- 爆蒼龍 （第4話から）
- 烈紅龍 （第4話から）
- 爆烈龍 （第4話から）（爆蒼龍と烈紅龍の合体）
- ナイトキャバリー
- 鳳凰丸
- アクセルレオン
- シールドギガ
- ドラゴゲイル
- バトルクロウ（アニメオリジナルビーダマン）
- ガーネットウインド（アニメオリジナルビーダマン）
- ブラックナイト

ゼロ2システム
- コバルトセイバー （第26話から）
- クロムレヴァン （第34話から）
- 翼刃丸 （第42話から）
- ブレイジングカイザー（第29話から）
- 蒼龍王 （第38話から）
- 紅龍王 （第38話から）
- 超龍王 （第39話から）（蒼龍王と紅龍王の合体）
- メガディアブロス
- ロードキャバリー

B-伝説! バトルビーダマン 炎魂
ゼロ2システム
- コバルトセイバーF（-ファイヤー）
- クロムレヴァンサイクロン
- ブレイクオーガ
- リボルバーハデス
- 剛大牙
- ギルスコーピオン
- インパクトシャーク
- 翼刃雷撃丸（アニメオリジナルビーダマン）
- 鳳凰不動丸（アニメオリジナルビーダマン）

カートリッジシステム
- コバルトブラスター
- クロムハリアー
- ヴァリアブルカイザー
- 流星龍
- 彗星龍
- 超星龍（流星龍と彗星流の合体）
- ガトリングハデス
- ゴールデンサンダー（アニメオリジナルビーダマン）
- プラチナウィンド（アニメオリジナルビーダマン）

デジタルビーダマン（アニメオリジナル）
- コバルトブラスタードライブキャノン
- デストロイドラゴン

### 備考
- デジタルビーダマンはアニメから展開されたシリーズで、原作での主人公の最終的な愛機はコバルトブラスターである。

## 必殺球（ストライクショット）
原作で使われた特殊なビー玉。様々な種類があり、自分とマシンの特性にあったものを使う必要がある。
アニメでは『炎魂』の1話から登場。自分に見合った必殺球を持つことがウィナーズの参加条件とされた。
『爆球Hit! クラッシュビーダマン』ではクラッシュバレットに名前変更した。

ドライブ弾 / 持ち主：ヤマト
- ショット時に縦回転を加えることによって通常のビー玉よりも早いスピードと爆発的な威力を生む。

ステルスドライブ弾 / 持ち主：ヤマト
- ドライブ弾とステルス弾の両方の性能を合わせ持つ必殺球。アキュラスが作り出した。

スピード弾 / 持ち主：グレイ
- 徹底的な軽量化によって世界最速のスピードを誇るが、威力はやや落ちる。球に記されているSSは「サイクロンソニック」の略。『爆球Hit! クラッシュビーダマン』ではスピードバレットに名前変更した。

メタル弾 / 持ち主：ガンノス
- 金属製の重い弾。弾速は遅いがかなり威力がある。『爆球Hit! クラッシュビーダマン』ではメタルバレットに名前変更した。

ブラックドライブ弾 / 持ち主：炎呪
- ドライブ弾の色違い。

ステルス弾 / 持ち主：アキュラス
- 撃つと弾の姿が消えた後、再び現れて目標に命中する。玩具版はスピード弾の色違いで、半透明な色と速い弾速で視認しづらい特性を持つ。

ランダム弾 / 持ち主：ハジャ
- 重心が傾いているため、撃つと不規則な動きをする。

分身弾 / 持ち主：ツバメ
- 撃つと球がふたつに分かれる。『爆球Hit! クラッシュビーダマン』では分身バレットに名前変更した。

インパクト弾 / 持ち主：ジンベエ
- ビー玉より軽いため弾速が速く、中身が詰まっているためスピード弾より威力がある。『爆球Hit! クラッシュビーダマン』ではインパクトバレットに名前変更した。

スパイク弾 / 持ち主：キバ
- ドライブ弾に似ているが、ドライブ弾よりグリップ力がある。

メタルスパイク弾 / 持ち主：ウェン
- スパイク弾に似ているが、スパイク部分が金属製で、スパイク弾より威力がある。

バウンド弾 / 持ち主：リエナ
- 何かに当たるとはねまわる特性を持つ。

アルティメットガディウム弾

レジェンドドライブ弾

## 原作エピソード
第1巻（2002年10月28日発売）
第1話「大いなる伝説」（2002年4月号に掲載）
第2話「荒野の決闘」（2002年5月号に掲載）
第3話「この一発にかけろ!!」（2002年6月号に掲載）
第4話「聖なる山のわな」（2002年7月号に掲載）
第5話「龍神襲来!!」（2002年8月号に掲載）
第2巻（2003年3月28日発売）
第6話「ひきさかれた友情」（2002年9月号に掲載）
第7話「伝説を求めて」（2002年10月号に掲載）
第8話「残酷な試練」（2002年11月号に掲載）
第9話「「WINNERS」開幕!!」（2002年12月号に掲載）
第10話「魂こがして」（2003年1月号に掲載）
第11話「正義はわれにあり」（2003年2月号に掲載）
第3巻（2003年9月27日発売）
第12話「走れヤマト!男同士の約束」（2003年3月号に掲載）
第13話「ビーダーとして…!!」（2003年4月号に掲載）
第14話「勝負はフルスピード!!」（2003年5月号に掲載）
第15話「氷のようなアイツ」（2003年6月号に掲載）
第16話「コバルト、復活せよ!!」（2003年7月号に掲載）
第4巻（2004年4月27日発売）
第17話「コバルトブレード発進!!」（2003年8月号に掲載）
第18話「昨日の敵は今日の友!!」（2003年9月号に掲載）
第19話「激闘開始!因縁の決勝戦」（2003年10月号に掲載）
第20話「上げろ、勝利のおたけび!!」（2003年11月号に掲載）
第21話「西方よりの使者」（2003年12月号に掲載）
第5巻（2004年9月24日発売）
第22話「BW（ビーダワールド）四天王、登場!!」（2004年1月号に掲載）
第23話「力と技の対決!!」（2004年2月号に掲載）
第24話「友のために、勝つ!!」（2004年3月号に掲載）
第25話「その一点を狙い撃て!!」（2004年4月号に掲載）
第26話「襲来!魔獣ドラゴゲイル」（2004年5月号に掲載）
第27話「たよれるヤツ、きたる!!」（2004年6月号に掲載）
第6巻（2005年2月28日発売）
第28話「結成!!最強タッグ」（2004年7月号に掲載）
第29話「絆の力!決着、そして…」（2004年8月号に掲載）
第30話「達人戦開幕!」（2004年9月号に掲載）
第31話「どうなる!?達人戦」（2004年10月号に掲載）
第32話「チームジャンク現る!真の達人戦」（2004年11月号に掲載）
第7巻（2005年8月26日発売）
第33話「真の達人戦開幕!」（2004年12月号に掲載）
第34話「さく裂!!炎の弾丸!!」（2005年1月号に掲載）
第35話「剛腕ビーダー現る!!」（2005年2月号に掲載）
第36話「死神の名を持つ男」（2005年3月号に掲載）
第37話「がけっぷちの一戦!」（2005年4月号に掲載）
第38話「龍虎バトル決着!!」（2005年5月号に掲載）
第8巻（2005年12月24日発売）
第39話「激誕!!コバルトブラスター!!」（2005年6月号に掲載）
第40話「不死の悪魔のねらい」（2005年7月号に掲載）
第41話「真の達人戦、決着!!」（2005年8月号に掲載）
第42話「願いを叶える石をめぐって」（2005年9月号に掲載）
第43話「伝説の向こうに」（2005年10月号に掲載）
第44話（最終回）「そして5年後……」（2005年11月号に掲載）

## スタッフ
- 原作 - 犬木栄治
- 監督 - 橋本みつお
- シリーズ構成 - 川崎ヒロユキ（第1期）、長谷川勝己（第2期）、呉延恩（第1期・第2期）
- キャラクターデザイン - 長森佳容（第1期・第2期）、方承辰（第1期）、權允姬（第2期）
- メカニックデザイン - 木村豪
- アニメーション監督 - 安珍模
- 美術監督 - 坂本信人、李剛旭
- CG監督 - 川西泰二（第1期・第2期）、金勁太（第1期）、朴美熙（第2期）
- 撮影監督 - 盧奉龍（第1期・第2期）、咸善基（第2期）
- 編集 - 小野寺桂子（第1期・第2期）、李安哲（第1期）、金勁太（第2期）
- 音楽 - 吹上隆（第1期）、荒木真樹彦（第2期）
- 音響監督 - 高橋秀雄
- アニメーションプロデューサー - 田中敦、金東亨
- プロデューサー - 青木俊志、池田慎一、青木真美子
- アニメーション制作協力 - シナジージャパン、Heewon Entertainment、SONOKONG
- アニメーション制作 - 日本アニメディア
- 製作 - テレビ東京、読売広告社、d-rights

## 主題歌
B-伝説! バトルビーダマン
オープニングテーマ「B-FIRE」
作詞 - CHIAKI、吹上隆 / 作曲 - CHIAKI / 編曲 - 吹上隆、岩井朝彦 / 唄 - NAOZUMI-MASUKO
エンディングテーマ「FOREVER」
作詞・作曲 - 吹上隆 / 編曲 - 吹上隆、岩井朝彦 / 唄 - 菜津美
B-伝説! バトルビーダマン 炎魂
オープニングテーマ「ファイヤースピリッツ」
作詞 - ビーダーズ / 作曲・編曲 - 荒木真樹彦 / 唄 - MAKiZO
エンディングテーマ「Teen's Hi」
作詞 - あきよしふみえ / 作曲 - 日田一聡 / 唄 - ロッカフラグース

## 各話リスト
B-伝説!バトルビーダマン
| 話数 | サブタイトル                     | 脚本                | コンテ       | 演出                | 作画監督   | 放送日        |
| ---- | -------------------------------- | ------------------- | ------------ | ------------------- | ---------- | ------------- |
| 1    | コバルトブレード登場!            | 川崎ヒロユキ        | 橋本みつお   | 橋本みつお 平尾みほ | 長森佳容   | 2004年 1月5日 |
| 2    | 疾風の谷の対決!                  | 川崎ヒロユキ        | 周詩人       | 大関雅幸            | 工藤柾輝   | 1月12日       |
| 3    | その名はシャドウ!!               | 植竹須美男 呉廷恩   | 安珍摸       | 安珍摸              | 徐正徳     | 1月19日       |
| 4    | 聖なる山のわな!                  | 長谷川勝己          | 周詩人       | 井草かおる          | 宇田川一彦 | 1月26日       |
| 5    | ひきさかれた友情!                | 長谷川勝己 呉廷恩   | 安珍摸       | 安珍摸              | 方承辰     | 2月2日        |
| 6    | 伝説を求めて!!                   | 植竹須美男          | 福島利規     | 関田修              | 丹羽恭利   | 2月9日        |
| 7    | 10万発の試練                     | 高山カツヒコ        | 奥村吉昭     | 奥村吉昭            | 我妻宏     | 2月16日       |
| 8    | ウィナーズ・開幕!                | 山田靖智 呉廷恩     | 閔庚照       | 金鎮九              | 徐正徳     | 2月23日       |
| 9    | 帰ってきたブル!                  | 長谷川勝己          | 高柳哲司     | 小高義規 平尾みほ   | 長森佳容   | 3月1日        |
| 10   | 魂こがして!                      | 長谷川勝己          | 福島利規     | 井草かおる          | 宇田川一彦 | 3月8日        |
| 11   | 砂の国から来た兄弟               | 植竹須美男 呉廷恩   | 閔庚照       | 金鎮九              | 徐正徳     | 3月15日       |
| 12   | 正義は我にあり                   | 植竹須美男          | 小高義規     | 関田修              | 丹羽恭利   | 3月22日       |
| 13   | 新キャットカフェへようこそ!      | 高山カツヒコ 呉廷恩 | 申相太       | 金容瑄              | 宋文誠     | 3月29日       |
| 14   | 走れヤマト!男同士の約束!         | 山田靖智 呉廷恩     | 閔庚照       | 金鎮九              | 徐正徳     | 4月5日        |
| 15   | 賞金をGETしろ!                   | 長谷川勝己          | 周詩人       | 小高義規 平尾みほ   | 長森佳容   | 4月12日       |
| 16   | ハラペコの第二ステージ           | 高山カツヒコ        | 高柳哲司     | 佐々木勝利          | 宇田川一彦 | 4月19日       |
| 17   | 孤独の戦場シールドステージ       | 鈴木雅詞 呉廷恩     | 閔庚照       | 金鎮九              | 方承辰     | 4月26日       |
| 18   | 空っぽの心                       | 植竹須美男          | 周詩人       | 関田修              | 丹羽恭利   | 5月3日        |
| 19   | 五番目のカイン                   | 川崎ヒロユキ 呉廷恩 | 申相太       | 金容瑄              | 宋文誠     | 5月10日       |
| 20   | 最終決戦!スーパー五大フィールド  | 川崎ヒロユキ 呉廷恩 | 閔庚照       | 金鎮九              | 方承辰     | 5月17日       |
| 21   | 友情を切り裂く黒い罠             | 鈴木雅詞            | 津田義三     | 小高義規 平尾みほ   | 長森佳容   | 5月24日       |
| 22   | 勝負はフルスピード!              | 山田靖智 呉廷恩     | 閔庚照       | 金鎮九              | 方承辰     | 5月31日       |
| 23   | 氷のようなアイツ                 | 長谷川勝己 呉廷恩   | 閔庚照       | 金鎮九              | 李炫姃     | 6月7日        |
| 24   | 心に届け!ブーストマグナム!!      | 植竹須美男          | 山口武志     | 関田修              | 丹羽恭利   | 6月14日       |
| 25   | コバルトブレード散る!            | 高山カツヒコ 呉廷恩 | 申相太       | 金容瑄              | 宋文誠     | 6月21日       |
| 26   | コバルトセイバー誕生!            | 川崎ヒロユキ 呉廷恩 | 閔庚照       | 金鎮九              | 徐正徳     | 6月28日       |
| 27   | 勝ちぬけ!驚異の高層バトル!       | 長谷川勝己          | 小高義規     | 小高義規 平尾みほ   | 長森佳容   | 7月5日        |
| 28   | 非常なる戦い                     | 山田靖智 呉廷恩     | 閔庚照       | 金鎮九              | 方承辰     | 7月12日       |
| 29   | 宿敵!ブレイジングカイザー登場!   | 高山カツヒコ 呉廷恩 | 閔庚照       | 金鎮九              | 李炫姃     | 7月19日       |
| 30   | 呪われた炎                       | 植竹須美男          | 橋本みつお   | 橋本みつお          | 丹羽恭利   | 7月26日       |
| 31   | 最後の勝利者たち（ウィナーズ）!  | 鈴木雅詞 呉廷恩     | 申相太       | 金容瑄              | 宋文誠     | 8月2日        |
| 32   | 帰ってきたで!カウトゥーン!       | 山田靖智 呉廷恩     | 閔庚照       | 金鎮九              | 徐正徳     | 8月9日        |
| 33   | さらばヘリオブレイカー           | 長谷川勝己          | 周詩人       | 小高義規 平尾みほ   | 長森佳容   | 8月16日       |
| 34   | カウトゥーンの決闘               | 高山カツヒコ 呉廷恩 | 閔庚照       | 金鎮九              | 李鍾卿     | 8月23日       |
| 35   | 激闘!クロムレヴァン!             | 高山カツヒコ 呉廷恩 | 閔庚照       | 金鎮九              | 李炫姃     | 8月30日       |
| 36   | 新たなる旅立ち                   | 川崎ヒロユキ        | 奥田誠治     | 関田修              | 宍戸久美子 | 9月6日        |
| 37   | 栄光のビーダー学園               | 植竹須美男 呉廷恩   | 申相太       | 金容瑄              | 宋文誠     | 9月13日       |
| 38   | 究極のお料理バトル!              | 長谷川勝己 呉廷恩   | 閔庚照       | 金鎮九              | 徐正徳     | 9月20日       |
| 39   | 恐怖のビーダー特訓場!            | 鈴木雅詞            | 福田貴之     | 小高義規            | 長森佳容   | 9月27日       |
| 40   | 対決!海賊ビーダー                | 山田靖智 呉廷恩     | 閔庚照       | 金鎮九              | 李炫姃     | 10月4日       |
| 41   | 神の島の試練                     | 川崎ヒロユキ        | 津田義三     | 関田修              | 宍戸久美子 | 10月11日      |
| 42   | 炎呪再び                         | 植竹須美男          | 奥村吉昭     | 奥村吉昭            | 我妻宏     | 10月18日      |
| 43   | さらば兄弟                       | 植竹須美男 呉廷恩   | 閔庚照       | 金鎮九              | 徐正徳     | 10月25日      |
| 44   | ネオシャドウ総攻撃!              | 鈴木雅詞            | 橋本みつお   | 小高義規 平尾みほ   | 長森佳容   | 11月1日       |
| 45   | バトラーの心                     | 山田靖智 呉廷恩     | 閔庚照       | 金鎮九              | 李鍾卿     | 11月8日       |
| 46   | 託された友情!                    | 長谷川勝己          | 周詩人       | 関田修              | 宍戸久美子 | 11月15日      |
| 47   | マーダビィの秘密!                | 川崎ヒロユキ        | 奥村よしあき | 奥村よしあき        | 我妻宏     | 11月22日      |
| 48   | 大決戦!!ネオンシティ!!           | 植竹須美男 呉廷恩   | 閔庚照       | 金鎮九              | 李炫姃     | 11月29日      |
| 49   | 絆ゆえの戦い                     | 山田靖智            | 高柳哲司     | 佐々木勝利          | 金相燁     | 12月6日       |
| 50   | 命尽きるまで･･･                  | 鈴木雅詞 呉廷恩     | 閔庚照       | 金鎮九              | 徐正徳     | 12月13日      |
| 51   | 勇気ある決断                     | 植竹須美男          | 周詩人       | 関田修              | 宍戸久美子 | 12月20日      |
| 52   | 新たなるB-伝説（ビーレジェンド） | 川崎ヒロユキ        | 奥村よしあき | 奥村よしあき        | 我妻宏     | 12月27日      |

B-伝説! バトルビーダマン 炎魂
| 話数     | サブタイトル               | 脚本                      | コンテ       | 演出         | 作画監督      | 放送日         |
| -------- | -------------------------- | ------------------------- | ------------ | ------------ | ------------- | -------------- |
| 1 (53)   | 星に願いを                 | 長谷川勝己                | 橋本みつお   | 平尾みほ     | 長森佳容      | 2005年 1月10日 |
| 2 (54)   | 激突!                      | 玉井☆豪 長谷川勝己 呉廷恩 | 金成范       | 金成范       | 李炫姃        | 1月17日        |
| 3 (55)   | 大いなる勇者               | 鈴木雅詞                  | 西田健一     | 関田修       | 宍戸久美子    | 1月24日        |
| 4 (56)   | ゴールドラッシュ           | 山田靖智 呉廷恩           | 金相国       | 金相国       | 李鍾卿        | 1月31日        |
| 5 (57)   | 未知との遭遇               | 長谷川勝己                | 藤本義孝     | 平尾みほ     | 我妻宏        | 2月7日         |
| 6 (58)   | バトルランナー             | 植竹須美男                | 奥村よしあき | 奥村よしあき | 長森佳容      | 2月14日        |
| 7 (59)   | 荒野の用心棒               | 高山カツヒコ 呉廷恩       | 金成范       | 金成范       | 徐正徳        | 2月21日        |
| 8 (60)   | 突然炎のごとく             | 山田靖智                  | 大関雅幸     | 藤本義孝     | 宍戸久美子    | 2月28日        |
| 9 (61)   | 許されざる者               | 玉井☆豪 呉廷恩            | 閔庚照       | 閔庚照       | 李炫姃        | 3月7日         |
| 10 (62)  | 再会の街                   | 長谷川勝己 呉廷恩         | 金成范       | 金成范       | 智東載        | 3月14日        |
| 11 (63)  | さらば友よ                 | 長谷川勝己                | 奥村よしあき | 平尾みほ     | 長森佳容      | 3月21日        |
| 12 (64)  | 三つ数えろ                 | 鈴木雅詞 呉廷恩           | 閔庚照       | 閔庚照       | 李鍾卿        | 3月28日        |
| 13 (65)  | ホワイトアウト             | 植竹須美男                | 川口敬一郎   | 川口敬一郎   | 宍戸久美子    | 4月4日         |
| 14 (66)  | 男たちの挽歌               | 玉井☆豪 呉廷恩            | 金相国       | 金相国       | 徐正徳        | 4月11日        |
| 15 (67)  | ファイナル・カウントダウン | 鈴木雅詞 呉廷恩           | 閔庚照       | 閔庚照       | 智東載        | 4月18日        |
| 16 (68)  | ドラゴンへの道             | 川崎ヒロユキ              | 高柳哲司     | 福田貴之     | 長森佳容      | 4月25日        |
| 17 (69)  | 青春カーニバル（総集編）   | 山田靖智 呉廷恩           | 金鎮九       | 金鎮九       | 柳東均        | 5月2日         |
| 18 (70)  | 勝利者たち                 | 長谷川勝己                | 川口敬一郎   | 川口敬一郎   | 宍戸久美子    | 5月9日         |
| 19 (71)  | ハード・ターゲット         | 植竹須美男 呉廷恩         | 閔庚照       | 閔庚照       | 柳東均        | 5月16日        |
| 20 (72)  | ホットショット             | 高山カツヒコ 呉廷恩       | 閔庚照       | 閔庚照       | 智東載        | 5月23日        |
| 21 (73)  | スワロウテイル             | 玉井☆豪                   | 高柳哲司     | 平尾みほ     | 長森佳容      | 5月30日        |
| 22 (74)  | ラビリンス                 | 鈴木雅詞 呉廷恩           | 閔庚照       | 閔庚照       | 柳東均        | 6月6日         |
| 23 (75)  | 英雄の条件                 | 山田靖智                  | 川口敬一郎   | 川口敬一郎   | 宍戸久美子    | 6月13日        |
| 24 (76)  | 怒りの荒野                 | 玉井☆豪 長谷川勝己 呉廷恩 | 閔庚照       | 閔庚照       | 智東載        | 6月20日        |
| 25 (77)  | 対決                       | 高山カツヒコ 呉廷恩       | 閔庚照       | 閔庚照       | 柳東均        | 6月27日        |
| 26 (78)  | 傷だらけの栄光             | 植竹須美男                | 平尾みほ     | 平尾みほ     | 長森佳容      | 7月4日         |
| 27 (79)  | 真昼の決闘                 | 鈴木雅詞 呉廷恩           | 閔庚照       | 閔庚照       | 柳東均 智東載 | 7月11日        |
| 28 (80)  | 大逆転                     | 長谷川勝己                | 川口敬一郎   | 川口敬一郎   | 宍戸久美子    | 7月18日        |
| 29 (81)  | 逃亡者                     | 山田靖智 呉廷恩           | 閔庚照       | 閔庚照       | 柳東均 智東載 | 7月25日        |
| 30 (82)  | 友情の翼                   | 長谷川勝己 呉廷恩         | 閔庚照       | 閔庚照       | 柳東均        | 8月1日         |
| 31 (83)  | スパイダー                 | 植竹須美男                | 平尾みほ     | 平尾みほ     | 長森佳容      | 8月8日         |
| 32 (84)  | エンド・オブ・ザ・ワールド | 高山カツヒコ 呉廷恩       | 閔庚照       | 閔庚照       | 柳東均 智東載 | 8月15日        |
| 33 (85)  | 閉ざされた森               | 山田靖智                  | 川口敬一郎   | 川口敬一郎   | 宍戸久美子    | 8月22日        |
| 34 (86)  | おかしなおかしな石器人     | 高山カツヒコ 呉廷恩       | 閔庚照       | 閔庚照       | 柳東均 智東載 | 8月29日        |
| 35 (87)  | ツインズ                   | 植竹須美男 呉廷恩         | 閔庚照       | 閔庚照       | 柳東均        | 9月5日         |
| 36 (88)  | 裏切りのメロディ           | 長谷川勝己                | 平尾みほ     | 平尾みほ     | 長森佳容      | 9月12日        |
| 37 (89)  | 奇跡の海                   | 山田靖智 呉廷恩           | 閔庚照       | 閔庚照       | 柳東均 智東載 | 9月19日        |
| 38 (90)  | ドラゴン危機一髪!          | 長谷川勝己                | 川口敬一郎   | 川口敬一郎   | 宍戸久美子    | 9月26日        |
| 39 (91)  | 復活の日                   | 植竹須美男 呉廷恩         | 閔庚照       | 閔庚照       | 柳東均 智東載 | 10月3日        |
| 40 (92)  | 俺たちに明日はない         | 鈴木雅詞 呉廷恩           | 閔庚照       | 閔庚照       | 柳東均        | 10月10日       |
| 41 (93)  | ハウリング                 | 高山カツヒコ              | 平尾みほ     | 平尾みほ     | 長森佳容      | 10月17日       |
| 42 (94)  | 世界崩壊の序曲             | 長谷川勝己 呉廷恩         | 閔庚照       | 閔庚照       | 柳東均 智東載 | 10月24日       |
| 43 (95)  | インデペンデンス・デイ     | 山田靖智                  | 川口敬一郎   | 川口敬一郎   | 宍戸久美子    | 10月31日       |
| 44 (96)  | 俺たちは天使じゃない       | 鈴木雅詞 呉廷恩           | 閔庚照       | 閔庚照       | 柳東均 智東載 | 11月7日        |
| 45 (97)  | 翼をください               | 植竹須美男                | 奥村よしあき | 関田修       | 我妻宏        | 11月14日       |
| 46 (98)  | 蘇る金狼                   | 長谷川勝己                | 平尾みほ     | 平尾みほ     | 長森佳容      | 11月21日       |
| 47 (99)  | ブレインストーム           | 高山カツヒコ 呉廷恩       | 閔庚照       | 閔庚照       | 柳東均 智東載 | 11月28日       |
| 48 (100) | 風と共に去りぬ             | 鈴木雅詞                  | 川口敬一郎   | 川口敬一郎   | 宍戸久美子    | 12月5日        |
| 49 (101) | 明日があるさ               | 長谷川勝己 呉廷恩         | 閔庚照       | 閔庚照       | 柳東均 智東載 | 12月12日       |
| 50 (102) | 天国と地獄                 | 長谷川勝己                | 奥村よしあき | 関田修       | 我妻宏        | 12月19日       |
| 51 (103) | 明日に向かって撃て!        | 長谷川勝己                | 橋本みつお   | 橋本みつお   | 長森佳容      | 12月26日       |

## 放送局
| 放送期間                      | 放送時間           | 放送局                             | 対象地域・備考                                              |
| ----------------------------- | ------------------ | ---------------------------------- | ----------------------------------------------------------- |
| 2004年1月5日 - 2005年12月26日 | 水曜 18:30 - 19:00 | テレビ東京（製作局） ほか系列全6局 | 北海道・関東広域圏・愛知県・ 大阪府・岡山県・香川県・福岡県 |
| 2004年9月頃                   | 木曜 16:00 - 16:30 | 東日本放送                         | 宮城県                                                      |
|                               | 土曜 7:00 - 7:30   | 福島放送                           | 福島県                                                      |
|                               | 日曜 6:30 - 7:00   | 新潟テレビ21                       | 新潟県                                                      |
|                               | 水曜 16:30 - 17:00 | 長野放送                           | 長野県                                                      |
|                               | 木曜 7:30 - 8:00   | びわ湖放送                         | 滋賀県                                                      |
|                               | 木曜 18:00 - 18:30 | 奈良テレビ放送                     | 奈良県                                                      |
|                               | 金曜 18:30 - 19:00 | テレビ和歌山                       | 和歌山県                                                    |
|                               | 土曜 7:00 - 7:30   | 広島ホームテレビ                   | 広島県                                                      |
| 2004年1月6日 - 2005年12月28日 | 水曜 19:25 - 19:55 | BSジャパン                         | BS放送                                                      |

## 海外版
韓国版は第1期は『玉対戦 バトルビーダマン』であり、第2期では『天下統一 ファイヤービーダマン』というタイトル名でKBSで放送した